# بوکووسکو
بوکووسکو (به لهستانی:  Bukowsko) یک روستا در لهستان است که در گمینا بوکووسکو واقع شده‌است. بوکووسکو ۱٬۵۰۰ نفر جمعیت دارد.